# Aphrophora major
Espèce
Aphrophora major  est une espèce d'insectes hémiptères de la famille des Aphrophoridae long de 10 à 12 mm.